# Hering, filho de Hussa
Hering, filho de Hussa (final do século VI — início do século VII) foi um príncipe da Bernícia. Era filho de Hussa, rei da Bernícia de 585 até 592 ou 593. Após a morte de Hussa, o reino passou para Etelfrido, primo de Hering. Durante a primeira metade do reinado de Etelfrido, Hering fugiu para Dál Riata, onde lhe foi dado refúgio por seu rei, Áedán mac Gabráin.
Em 603, Hering comandou uma parte do exército de Dál Riata no ataque contra a Bernícia, mas foi derrotado na batalha de Degsastan por Etelfrido: a Crônica anglo-saxã (versão E, ano 603) menciona a participação de Hering, apesar de Beda não fazer qualquer menção sobre ele. O destino final de Hering é desconhecido.